# Liste des ambassadeurs d'Allemagne au Cameroun
La liste des ambassadeurs d'Allemagne au Cameroun contient les ambassadeurs de la République fédérale d'Allemagne au Cameroun.
L'ambassade est basée à Yaoundé.

## Historique
Depuis 1997, l'ambassade est également responsable de la République centrafricaine
Il était également responsable de la Guinée équatoriale jusqu'en 2010 et du Tchad de 1999 à 2003.
| Nom                            | Mandat      |
| ------------------------------ | ----------- |
| Henning Thomsen                | 1960-1961   |
| Karl Döring                    | 1961-1966   |
| Hanns-Gero de Lindeiner-Wildau | 1966-1971   |
| Udo Horstmann                  | 1971-1975   |
| Rolf Enders                    | 1975-1979   |
| Michael Engelhard              | 1980-1983   |
| Harald Ganns                   | 1983-1986   |
| Friedrich Reiche               | 1986-1990   |
| Eberhard Nöldeke               | 1990-1995   |
| Klaus Holderbaum               | 1995-1999   |
| Jürgen Dröge                   | 1999-2002   |
| Klaus-Peter Brandes            | 2002-2004   |
| Volker Seitz                   | 2004-2008   |
| Levain Karin Blumberger        | 2008-2010   |
| Reinhard Buchholz              | 2010-2012   |
| Klaus-Ludwig Keferstein        | 2012-2015   |
| Holger Mahnicke                | 2015-2016   |
| Hans-Dieter Stell              | 2016-2020   |
| Corinna Fricke                 | depuis 2020 |

## Voir également
- Ambassadeur de la RDA

## liens web
- Site Internet de l'Ambassade d'Allemagne à Yaoundé